# Drużynowe mistrzostwa Polski w lekkoatletyce
Drużynowe mistrzostwa Polski w lekkoatletyce – polskie rozgrywki ligowe w lekkoatletyce.
Od 1957 jest rozgrywana Liga lekkoatletyczna, a w 2016 reaktywowano rozgrywanie drużynowych mistrzostw Polski.

## Edycje
| Rok  | Złoty medal      | Srebrny medal         | Brązowy medal      | Miejsce finału | Źródło |
| ---- | ---------------- | --------------------- | ------------------ | -------------- | ------ |
| 1956 | Legia Warszawa   | Zawisza Bydgoszcz     | Sparta Warszawa    | Mielec         | [ 3 ]  |
| 2016 | AZS AWF Wrocław  | Podlasie Białystok    | AZS-AWF Kraków     | Warszawa       | [ 4 ]  |
| 2017 | AZS-AWF Warszawa | AZS UMCS Lublin       | Podlasie Białystok | Jelenia Góra   | [ 5 ]  |
| 2018 | AZS UMCS Lublin  | AZS-AWF Warszawa      | AZS-AWF Kraków     | Inowrocław     | [ 6 ]  |
| 2019 | AZS-AWF Warszawa | AZS UMCS Lublin       | AZS AWF Wrocław    | Jelenia Góra   |        |
| 2020 | AZS UMCS Lublin  | KS Podlasie Białystok | AZS-AWF Kraków     | Lublin         |        |
| 2021 | AZS UMCS Lublin  | KS Podlasie Białystok | AZS-AWF Warszawa   | Lublin         | [ 7 ]  |